# 위토토족

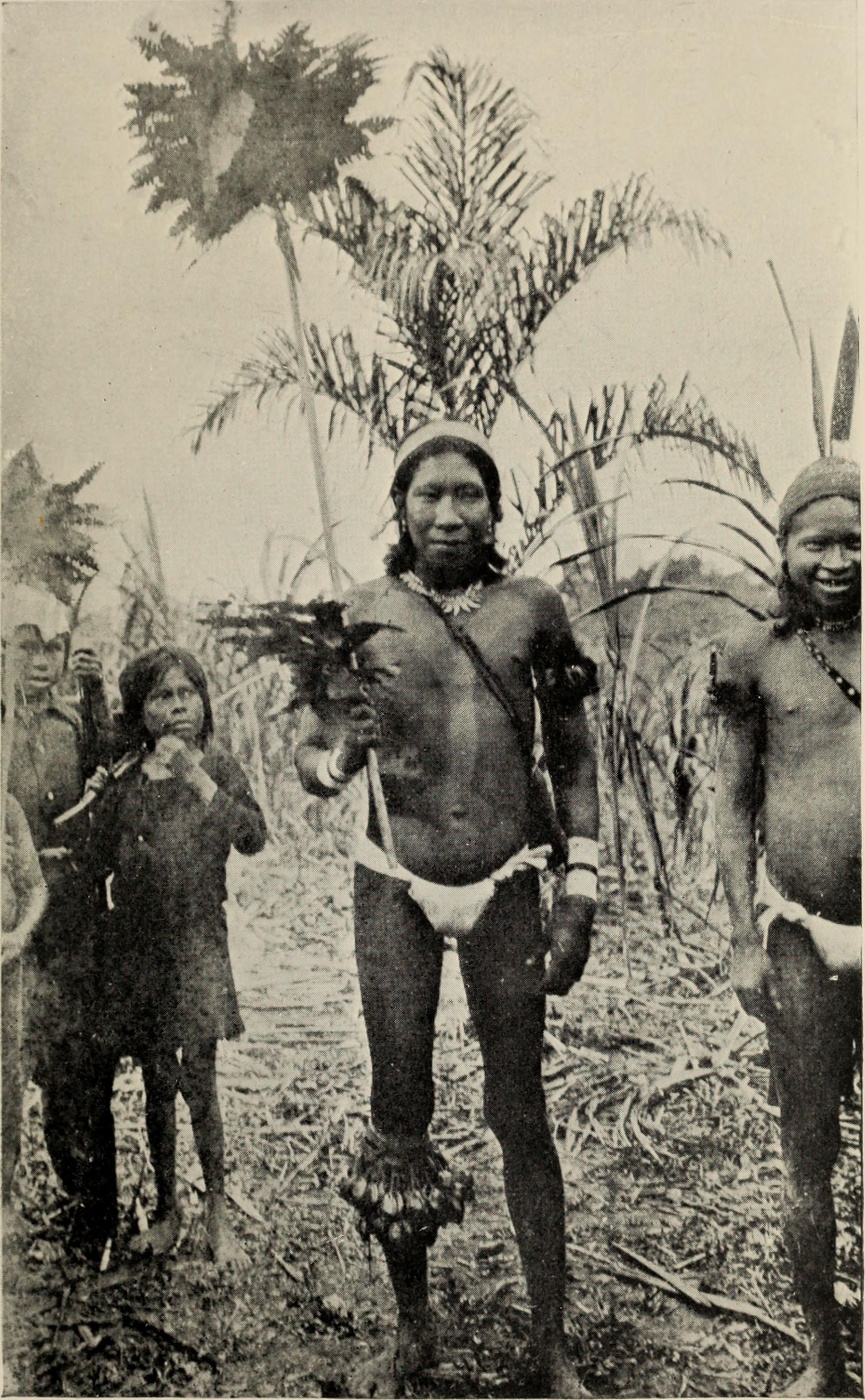
1913년의 위토토족

위토토족(Witoto, Huitoto)은 콜롬비아 남부와 페루 북부에 걸쳐 사는 아메리카 원주민 집단이다. 오늘날 인구는 약 8,500명이다. 부족에 따라 위토토어족의 다양한 방언을 사용한다.

## 역사
위토토족은 한때 100개의 마을, 31개의 부족으로 구성되어 있었지만 질병과 무력충돌로 수가 줄어들었다. 이들은 17세기 초 유럽인과 처음 접촉했으나 19세기까지 접촉은 산발적인 수준에 불과했다.
20세기 초 위토토족의 인구는 5만 명이었으나 20세기 중반 고무 붐으로 질병과 이주가 발생하며 그 수는 7,000~10,000명으로 급감했다. 고무의 생산과 수요가 급증한 가운데 이 지역의 천연 고무(caucho)에 대한 외부의 관심이 증가했고, 위토토 지역에서 Julio Cesar Arana가 설립한 페루 아마존 회사(Peruvian Amazon Company)가 그 추출과 판매 사업을 하였다. 이 회사는 원주민의 노동력에 의존하였는데 이 과정에서 채무와 고문 등을 통해 원주민들을 사실상의 노예 상태로 두었다. 1990년대에는 가축 목장 운영자들이 위토토족의 영토를 침범하여 토양이나 수로를 고갈시키는 일이 빈발했는데 이에 대응하여 콜롬비아 정부는 위토토족을 위한 여러 보호구역을 할당하였다.

## 생활

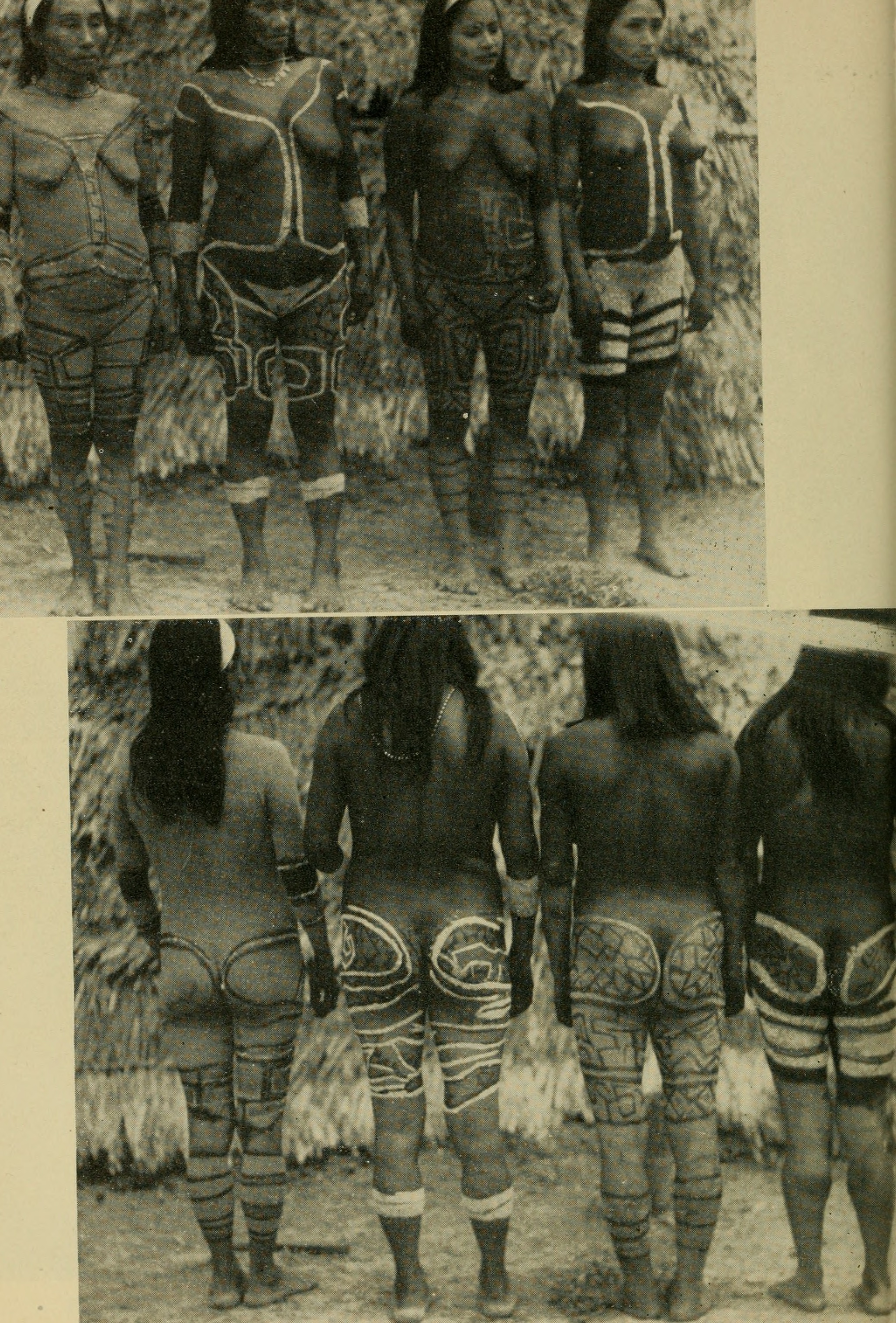
위토토족 여성의 바디 페인팅.

이들은 화전농업을 행하며, 토지 고갈을 막기 위해 수확이 몇 번 나올 때마다 밭을 이전한다. 또한 위토토족의 남자들은 바람총이나 산탄총으로 수렵 활동을 한다. 2023년 콜롬비아에서 발생한 비행기 추락사고에서 한 살도 되지 않은 갓난아기를 포함한 4명의 아이가 모든 성인이 사망한 상황에서도 정글에서 40일 간 생존한 사례가 보도되었는데, 목격자들은 그들이 이전에 친척에게서 얻은 지식이 생존 식량을 찾는 데 도움이 되었을 것이라고 말한다.

## 문화
전통적으로 다양한 하위 집단으로 나뉘는데 주요한 것으로 영토의 서쪽 끝에 사는 무루이족(Murui), 그보다 동쪽의 무이나네족(Muinane), 그리고 푸투마요강(Putumayo)과 암피야쿠강(Ampiyacu) 유역에 사는 메네카족(Meneca)이 있다.